# Provincia di Duarte
Duarte è una delle 32 province della Repubblica Dominicana. Il suo capoluogo è San Francisco de Macorís.

## Geografia antropica

### Suddivisioni amministrative
La provincia si suddivide in 7 comuni e 11 distretti municipali (distrito municipal - D.M.):
- San Francisco de Macorís, capoluogo provinciale
- Arenoso
- Castillo
- Eugenio María de Hostos
- Las Guáranas
- Pimentel
- Villa Riva